# Chachi Gonzales
Olivia Irene Gonzales (23 de enero de 1996), más conocida como Chachi Gonzales, es una bailarina, coreógrafa y actriz estadounidense. Fue miembro del grupo de baile I.am.me, que ganó la sexta edición de la America's Best Dance Crew en 2011.

## Vida y carrera
Olivia Irene "Chachi" Gonzales nació en Houston, Texas el 23 de enero de 1996. A los 6 años, Gonzales se matriculó en un estudio de baile y fue entrenada como una bailarina de ballet. Tres años más tarde, en un evento de danza a la que asistió, presenció un equipo de baile de hip hop por primera vez.  Uno de los equipos presentados fue Marvelous Motion, cuyos miembros (Phillip Chbeeb, Di Zhang y Brandon Harrell) más tarde se convertirían en sus compañeros en I. aM.mE. Gonzales decidió participar en el hip hop a partir de entonces. Se matriculó en Lanier Middle School, donde el hip hop fue uno de los estilos de baile enseñados. Ella era reservada al principio, pero después de meses de entrenamiento Gonzales fue perfeccionando sus habilidades y se consiguió más confianza. Finalmente, su profesor de baile, impresionado con su habilidad, le preguntó si quería ser la líder del grupo en el que estaba. Poco después, su madre encuentra los estudios de Marvelous Motion y inscribe a Gonzales en un par de clases. A partir de entonces, Gonzales continuó perfeccionando sus habilidades.[cita requerida]
En 2010, después de la desmantelación  de Marvelous Motion , sus tres miembros Phillip "Pacman" Chbeeb, Di "Luna" Zhang y Brandon "747" Harrell realizaron una audición para crear un nuevo equipo de baile, I.am.me. Añadieron a la alineación a tres miembros nuevos: Olivia "Chachi" Gonzales, Emilio "Millie" Dosal, y Jana "Jaja" Vaňková en preparación para el America´s Best Dance Crew: Season of Superstars. Gonzales es miembro más joven de I.am.me. [cita requerida]

## Premios y aspectos
Gonzales fue una de las bailarinas de reserva para el Tributo a Britney Spears como parte del 2011 Video Music Awards
En 2012, fue nombrada Coreógrafa Adolescente del Año en el World of Dance 2012 Industry Awardss, e hizo una aparición con I.am.me en el programa de televisión del Disney, Shake It Up.
En junio de 2013, ella coreografió el baile de la segunda canción del tema "Fashion doll" de la franquicia de Monster High, en " We Are Monster High".[cita requerida]
Hizo el papel principal en el largometraje "The Legend of DarkHorse County" , dirigido por Shawn Welling y producido por Welling Films.
Gonzales fue una de los actrices en la segunda temporada del drama adolescente "East Los High" que comenzó el 7 de julio de 2014.
En los "2014 WorldFest-Houston International Film Festival Awards", Gonzales ganó los premios Remi a la mejor actriz de apoyo para "The Legend of DarkHorse County" . Todo estas películas fueron producidas por Welling Films de Houston, Texas.[cita requerida]
En mayo de 2015, Gonzales visitó las Filipinas por segunda vez para hacer de jurado en las finales del Jagthug World Dance. Fuera de la competencia que se llevó a cabo en el Mall of Asia Arena en Manila el 30 de mayo de 2015. También enseñaron dos días de talleres de baile en SM Megamall.
Gonzales ha aparecido en varios vídeos de música:
- Adam Irigoyen - "School Girl" (2012)
- Jason Chen - "Thank You" (2013)
- Meghan Trainor - "Lips Are Movin" (2014)

## Filmografía
| Año  | Título                         | Papel         | Notas |
| ---- | ------------------------------ | ------------- | ----- |
| 2014 | The Legend of DarkHorse County | Obispo ChaChi |       |

| Año  | Título             | Papel            | Notas          |
| ---- | ------------------ | ---------------- | -------------- |
| 2012 | Shake It Up        | Bailarina        | 1 episodio     |
| 2014 | East Los High      | Jasmine          | Rol recurrente |
| 2016 | Make It Pop        |                  | 1 episodio     |
| 2016 | Freakish           | Addy             | Rol recurrente |
| 2018 | Light as a Feather | Noreen Listerman | 5 episodios    |